# Алдимир
Алдимир или Елтимир е български аристократ от династията Тертер, живял през XIII – XIV век. По-малък брат на цар Георги I Тертер, той е влиятелен местен владетел на Крънското деспотство.
След детронирането на Георги I Тертер Алдимир живее в изгнание, но в края на XIII век се връща в България като съюзник на регентката Смилцена. Той не се противопоставя на своя племенник Тодор Светослав, когато той завзема трона, и дори му съдейства за отстраняването на някои претенденти за трона. Въпреки това Тодор Светослав го отстранява, когато Алдимир му изменя и се съюзява с византийците.

## Биография

### Произход и ранни години
Алдимир е част от рода Тертер, който има кумански произход и е смятан за клон на куманската владетелска династия Тертероба, като куманският хан Котян вероятно е техен близък родственик или дори пряк предшественик. Победени от монголите, куманите на Котян са приети в Унгария, но няколко години по-късно, по време на монголското нашествие през 1241 година, Котян и синовете му са избити от тълпа унгарци в Пеща, след което много кумани се изселват от Унгария в България. Смята се, че родът Тертер е част от това куманско заселване. Времето и мястото на раждане на Алдимир са неизвестни. Медиевистът Пламен Павлов предполага, че той, както и по-големият му брат Георги Тертер, са родени след куманското заселване в България.
Алдимир вероятно се издига, след като по-големият му брат Георги заема българския трон в Търново през 1280 година. Макар да няма преки сведения за него в този период, автори като Павлов и Йордан Андреев предполагат, че още по това време той получава висшата титла „деспот“ като близък родственик на владетеля. Историкът Джон Файн смята, че тогава Алдимир получава и областта на Крън, която по-късно е негово владение, но други автори, като Павлов и Андреев смятат, че това става едва през 1298 година. Петър Коледаров също приема, че Крън остава владение на рода на Смилец, докато той заема трона през 1292 година.
След абдикацията на цар Георги I Тертер и обявяването на Смилец за търновски цар през 1292 година Алдимир е принуден да замине в изгнание. Възможно е първоначално той да придружава брат си като бежанец във Византийската империя, но малко по-късно със сигурност се установява в земите на Златната орда.

### Деспот на Крън

#### При управлението на Смилцена
Когато Смилец умира през 1298 година, за негов наследник е обявен малкият му син Иван IV Смилец, а управлението е поето от вдовицата на Смилец – първа братовчедка на византийския император Андроник II Палеолог, чието истинско име е неизвестно, поради което е условно наричана Смилцена. Не е сигурно кога Алдимир се връща в България, но скоро след смъртта на Смилец той вече е сред най-близките поддръжници на Смилцена, която към края на 1298 година го жени за по-голямата от двете си дъщери, Марина.
Смилцена дава на Алдимир като апанаж област с център крепостта Крън (край днешния Казанлък) – дотогава тя изглежда е владение на рода на Смилец, а предаването ѝ на Алдимир вероятно става причина братята на Смилец Радослав и Войсил да заминат за Византийската империя. Границите на владението не са напълно ясни, но според съвременните историци то вероятно обхваща територията южно от билото на Стара планина, източно от рида Козница и западно от Гребенец, включвайки на юг цяла Средна гора до Горнотракийската низина. Негова столица е крепостта Крън близо до южния край на Шипченския проход – прекия път от византийските владения в Тракия към Търново.
При управлението на Смилцена Алдимир е сред най-влиятелните личности в България. В началото на 1299 година той ръководи (според някои автори дори участвайки лично като български представител) българска дипломатическа инициатива за сключване на скрепен с династичен брак съюз със Сърбия. По това време със същата цел в Сърбия е и византийска делегация, водена от Теодор Метохит, който нарича Алдимир „авантюрист скит“ и го определя като дясната ръка на царицата. В резултат на тези двойни преговори сръбският крал Стефан II Милутин се жени за дъщерята на императора Симонида Палеологина, а престолонаследникът Стефан Урош за втората дъщеря на Смилцена Теодора. По-късно тази роднинска връзка изиграва важна роля за семейството на Алдимир след неговата смърт.

#### Война с Радослав
През 1300 година в Търново се връща синът на Георги I Тертер и племенник на Алдимир Тодор Светослав. С помощта на своя зет, монголския военачалник Чака, той установява контрол над града, а малко по-късно го предава на хана на Златната орда Токта, който признава Светослав за търновски цар. Смилцена и Иван IV Смилец напускат Търново и отиват в Крън, където са приети от Алдимир, който запазва владението си и в следващите години.
Непосредствено след отиването на Смилцена в Крън братът на Смилец севастократор Радослав оглавява подкрепян от византийците поход срещу Алдимир. Той потегля от Солун към Крън с голяма българо-византийска войска, но претърпява тежко поражение от Алдимир. Самият Радослав е пленен, ослепен и върнат при семейството си в Империята. Други 13 видни пленници са задържани и по-късно са разменени срещу Георги Тертер, който се връща в България, но не е допуснат до властта от сина си Светослав.
Макар че Алдимир демонстрира лоялност към Тодор Светослав, присъствието на Смилцена и Иван IV в двора му вероятно е разглеждано от царя като заплаха. Освен това Алдимир може би се надява при възможност сам да заеме трона.

#### Походи на Теодор Светослав в Тракия
Възползвайки се от войната, която Византия води с турците в Мала Азия, Теодор Светослав започва военни действия, за да си върне изгубените от България след смъртта на Михаил II Асен територии в североизточната част на Тракия. Българския цар предприема поход през 1303 или началото на 1304 година, в който не среща сериозна съпротива и овладява територия източно от Тунджа, при което част от крепостите се предават доброволно. Андроник ІІ прави опит да спечели на своя страна Алдимир и изпраща при него Михаил Комнин Врана Палеолог (той е брат на Смилцена, на чието съдействие императорът разчита) с обещания за пронии в Империята, но не постига успех. За лоялността си към Теодор Светослав Алдимир получава разширение на владението си с две от новозавзетите крепости Ямбол и Лардея.
Непосредствено след тези събития някои селища по Черноморието, като Ктения и Русокастро, се предават на българите, а други, сред които Анхиало и Агатопол също изглеждат склонни да го направят. За да предотвратят това византийците започват да събират във Виза войска под командването на съимператора Михаил IX Палеолог. При придвижването на български войски към Созопол Михаил изпраща срещу тях войска, водена от най-малкия брат на Смилец деспот Войсил. Войсил напредва по черноморското крайбрежие и първоначално постига известни успехи, но при преследването на българите през лятото на 1304 година претърпява тежко поражение в битката при Скафида недалеч от устието на Факийска река.
След успеха при Скафида българите настъпват към Адрианопол, но не успяват да стигнат до града, който е зает от основните сили на император Михаил. През август 1304 година византийците разграбват земите на север до Сливен и Копсис, откъсвайки Алдимир от българските сили на изток. През пролетта на 1305 година Михаил е принуден да прекъсне активните военни действия в Северна Тракия, влизайки в конфликт с Каталонската компания и организирайки обсада на контролирания от нея Калипол.
Използвайки затишието във военните действия, Смилцена заминава за Константинопол, за да преговаря с император Андроник за подходящ династичен брак за сина си Иван IV. Това предизвиква недоволството на Теодор Светослав, който реагира като отнема на Алдимир дадените му малко по-рано крепости Ямбол и Лардея, а след това започва да разграбва земите на Алдимир наред с тези на Империята. Малко след това Теодор Светослав възстановява прякото управление на Крън, като завзема владението на Алдимир. Възможно е самият Алдимир да е убит при завладяването на Крън от Теодор Светослав, тъй като след това той вече не се споменава в източниците.

## Потомство
Вдовицата на Алдимир Марина и техният син Иван Драгушин успяват да избягат в Сърбия, където сестрата на Марина Теодора е женена за престолонаследника Стефан Урош. По-късно, при управлението на неговия първи братовчед Стефан Душан, Иван Драгушин получава владения в Македония. Ктиторски портрети на Марина и Иван Драгушин са запазени в Полошкия манастир край Кавадарци, където преди 1340 г. е погребан синът на Алдимир.
|                         |                         |                         |                         |                             |                             |                             |                             |                                 |                                 |                                 |                                 |                                 |                                 |       |       |                                    |                                    |                                    |                                    |                                    |                                    |                             |                             | неизвестно име                      |                                     |                                     |                                     |                                     |                                     |                    |                    |                            |                            |                            |                            |                            |                            |                    |                    |                                             |                                             |                                             |                                             |                                             |                                             |  |  |                |                |                |                |                |                |  |  |      |      |      |      |                    |                    |                    |                    |                                    |                                    |                                    |                                    |                                    |                                    |                                 |                                 |                                 |                                 |
|                         |                         |                         |                         |                             |                             |                             |                             |                                 |                                 |                                 |                                 |                                 |                                 |       |       |                                    |                                    |                                    |                                    |                                    |                                    |                             |                             |                                     |                                     |                                     |                                     |                                     |                                     |                    |                    |                            |                            |                            |                            |                            |                            |                    |                    |                                             |                                             |                                             |                                             |                                             |                                             |  |  |                |                |                |                |                |                |  |  |      |      |      |      |                    |                    |                    |                    |                                    |                                    |                                    |                                    |                                    |                                    |                                 |                                 |                                 |                                 |
|                         |                         |                         |                         |                             |                             |                             |                             |                                 |                                 |                                 |                                 |                                 |                                 |       |       |                                    |                                    |                                    |                                    |                                    |                                    |                             |                             |                                     |                                     |                                     |                                     |                                     |                                     |                    |                    |                            |                            |                            |                            |                            |                            |                    |                    |                                             |                                             |                                             |                                             |                                             |                                             |  |  |                |                |                |                |                |                |  |  |      |      |      |      |                    |                    |                    |                    |                                    |                                    |                                    |                                    |                                    |                                    |                                 |                                 |                                 |                                 |
|                         |                         |                         |                         |                             |                             |                             |                             |                                 |                                 |                                 |                                 | Мария                           | Мария                           | Мария | Мария | Мария                              | Мария                              |                                    |                                    | Георги I Тертер (? – ~1308)        | Георги I Тертер (? – ~1308)        | Георги I Тертер (? – ~1308) | Георги I Тертер (? – ~1308) | Георги I Тертер (? – ~1308)         | Георги I Тертер (? – ~1308)         |                                     |                                     | Кира-Мария Асенина                  | Кира-Мария Асенина                  | Кира-Мария Асенина | Кира-Мария Асенина | Кира-Мария Асенина         | Кира-Мария Асенина         |                            |                            |                            |                            |                    |                    |                                             |                                             |                                             |                                             |                                             |                                             |  |  |                |                |                |                |                |                |  |  |      |      |      |      | Алдимир (? – 1305) | Алдимир (? – 1305) | Алдимир (? – 1305) | Алдимир (? – 1305) | Алдимир (? – 1305)                 | Алдимир (? – 1305)                 |                                    |                                    | Марина Смилец (пр. 1292 – 1355)    | Марина Смилец (пр. 1292 – 1355)    | Марина Смилец (пр. 1292 – 1355) | Марина Смилец (пр. 1292 – 1355) | Марина Смилец (пр. 1292 – 1355) | Марина Смилец (пр. 1292 – 1355) |
|                         |                         |                         |                         |                             |                             |                             |                             |                                 |                                 |                                 |                                 | Мария                           | Мария                           | Мария | Мария | Мария                              | Мария                              |                                    |                                    | Георги I Тертер (? – ~1308)        | Георги I Тертер (? – ~1308)        | Георги I Тертер (? – ~1308) | Георги I Тертер (? – ~1308) | Георги I Тертер (? – ~1308)         | Георги I Тертер (? – ~1308)         |                                     |                                     | Кира-Мария Асенина                  | Кира-Мария Асенина                  | Кира-Мария Асенина | Кира-Мария Асенина | Кира-Мария Асенина         | Кира-Мария Асенина         |                            |                            |                            |                            |                    |                    |                                             |                                             |                                             |                                             |                                             |                                             |  |  |                |                |                |                |                |                |  |  |      |      |      |      | Алдимир (? – 1305) | Алдимир (? – 1305) | Алдимир (? – 1305) | Алдимир (? – 1305) | Алдимир (? – 1305)                 | Алдимир (? – 1305)                 |                                    |                                    | Марина Смилец (пр. 1292 – 1355)    | Марина Смилец (пр. 1292 – 1355)    | Марина Смилец (пр. 1292 – 1355) | Марина Смилец (пр. 1292 – 1355) | Марина Смилец (пр. 1292 – 1355) | Марина Смилец (пр. 1292 – 1355) |
|                         |                         |                         |                         |                             |                             |                             |                             |                                 |                                 |                                 |                                 |                                 |                                 |       |       |                                    |                                    |                                    |                                    |                                    |                                    |                             |                             |                                     |                                     |                                     |                                     |                                     |                                     |                    |                    |                            |                            |                            |                            |                            |                            |                    |                    |                                             |                                             |                                             |                                             |                                             |                                             |  |  |                |                |                |                |                |                |  |  |      |      |      |      |                    |                    |                    |                    |                                    |                                    |                                    |                                    |                                    |                                    |                                 |                                 |                                 |                                 |
|                         |                         |                         |                         |                             |                             |                             |                             |                                 |                                 |                                 |                                 |                                 |                                 |       |       |                                    |                                    |                                    |                                    |                                    |                                    |                             |                             |                                     |                                     |                                     |                                     |                                     |                                     |                    |                    |                            |                            |                            |                            |                            |                            |                    |                    |                                             |                                             |                                             |                                             |                                             |                                             |  |  |                |                |                |                |                |                |  |  |      |      |      |      |                    |                    |                    |                    |                                    |                                    |                                    |                                    |                                    |                                    |                                 |                                 |                                 |                                 |
| Ефросина (? – пр. 1308) | Ефросина (? – пр. 1308) | Ефросина (? – пр. 1308) | Ефросина (? – пр. 1308) | Ефросина (? – пр. 1308)     | Ефросина (? – пр. 1308)     |                             |                             | Тодор Светослав (~1270 – ~1322) | Тодор Светослав (~1270 – ~1322) | Тодор Светослав (~1270 – ~1322) | Тодор Светослав (~1270 – ~1322) | Тодор Светослав (~1270 – ~1322) | Тодор Светослав (~1270 – ~1322) |       |       | Теодора Палеологина (? – сл. 1330) | Теодора Палеологина (? – сл. 1330) | Теодора Палеологина (? – сл. 1330) | Теодора Палеологина (? – сл. 1330) | Теодора Палеологина (? – сл. 1330) | Теодора Палеологина (? – сл. 1330) |                             |                             | Стефан II Милутин (ок. 1253 – 1321) | Стефан II Милутин (ок. 1253 – 1321) | Стефан II Милутин (ок. 1253 – 1321) | Стефан II Милутин (ок. 1253 – 1321) | Стефан II Милутин (ок. 1253 – 1321) | Стефан II Милутин (ок. 1253 – 1321) |                    |                    | Анна Тертер (? – сл. 1304) | Анна Тертер (? – сл. 1304) | Анна Тертер (? – сл. 1304) | Анна Тертер (? – сл. 1304) | Анна Тертер (? – сл. 1304) | Анна Тертер (? – сл. 1304) |                    |                    | Димитър Дука Комнин Кутрулис (? – сл. 1304) | Димитър Дука Комнин Кутрулис (? – сл. 1304) | Димитър Дука Комнин Кутрулис (? – сл. 1304) | Димитър Дука Комнин Кутрулис (? – сл. 1304) | Димитър Дука Комнин Кутрулис (? – сл. 1304) | Димитър Дука Комнин Кутрулис (? – сл. 1304) |  |  | неизвестно име | неизвестно име | неизвестно име | неизвестно име | неизвестно име | неизвестно име |  |  | Чака | Чака | Чака | Чака | Чака               | Чака               |                    |                    | Иван Драгушин (сл. 1299 – до 1340) | Иван Драгушин (сл. 1299 – до 1340) | Иван Драгушин (сл. 1299 – до 1340) | Иван Драгушин (сл. 1299 – до 1340) | Иван Драгушин (сл. 1299 – до 1340) | Иван Драгушин (сл. 1299 – до 1340) |                                 |                                 |                                 |                                 |
| Ефросина (? – пр. 1308) | Ефросина (? – пр. 1308) | Ефросина (? – пр. 1308) | Ефросина (? – пр. 1308) | Ефросина (? – пр. 1308)     | Ефросина (? – пр. 1308)     |                             |                             | Тодор Светослав (~1270 – ~1322) | Тодор Светослав (~1270 – ~1322) | Тодор Светослав (~1270 – ~1322) | Тодор Светослав (~1270 – ~1322) | Тодор Светослав (~1270 – ~1322) | Тодор Светослав (~1270 – ~1322) |       |       | Теодора Палеологина (? – сл. 1330) | Теодора Палеологина (? – сл. 1330) | Теодора Палеологина (? – сл. 1330) | Теодора Палеологина (? – сл. 1330) | Теодора Палеологина (? – сл. 1330) | Теодора Палеологина (? – сл. 1330) |                             |                             | Стефан II Милутин (ок. 1253 – 1321) | Стефан II Милутин (ок. 1253 – 1321) | Стефан II Милутин (ок. 1253 – 1321) | Стефан II Милутин (ок. 1253 – 1321) | Стефан II Милутин (ок. 1253 – 1321) | Стефан II Милутин (ок. 1253 – 1321) |                    |                    | Анна Тертер (? – сл. 1304) | Анна Тертер (? – сл. 1304) | Анна Тертер (? – сл. 1304) | Анна Тертер (? – сл. 1304) | Анна Тертер (? – сл. 1304) | Анна Тертер (? – сл. 1304) |                    |                    | Димитър Дука Комнин Кутрулис (? – сл. 1304) | Димитър Дука Комнин Кутрулис (? – сл. 1304) | Димитър Дука Комнин Кутрулис (? – сл. 1304) | Димитър Дука Комнин Кутрулис (? – сл. 1304) | Димитър Дука Комнин Кутрулис (? – сл. 1304) | Димитър Дука Комнин Кутрулис (? – сл. 1304) |  |  | неизвестно име | неизвестно име | неизвестно име | неизвестно име | неизвестно име | неизвестно име |  |  | Чака | Чака | Чака | Чака | Чака               | Чака               |                    |                    | Иван Драгушин (сл. 1299 – до 1340) | Иван Драгушин (сл. 1299 – до 1340) | Иван Драгушин (сл. 1299 – до 1340) | Иван Драгушин (сл. 1299 – до 1340) | Иван Драгушин (сл. 1299 – до 1340) | Иван Драгушин (сл. 1299 – до 1340) |                                 |                                 |                                 |                                 |
|                         |                         |                         |                         |                             |                             |                             |                             |                                 |                                 |                                 |                                 |                                 |                                 |       |       |                                    |                                    |                                    |                                    |                                    |                                    |                             |                             |                                     |                                     |                                     |                                     |                                     |                                     |                    |                    |                            |                            |                            |                            |                            |                            |                    |                    |                                             |                                             |                                             |                                             |                                             |                                             |  |  |                |                |                |                |                |                |  |  |      |      |      |      |                    |                    |                    |                    |                                    |                                    |                                    |                                    |                                    |                                    |                                 |                                 |                                 |                                 |
|                         |                         |                         |                         | Георги II Тертер (? – 1323) | Георги II Тертер (? – 1323) | Георги II Тертер (? – 1323) | Георги II Тертер (? – 1323) | Георги II Тертер (? – 1323)     | Георги II Тертер (? – 1323)     |                                 |                                 |                                 |                                 |       |       |                                    |                                    |                                    |                                    |                                    |                                    |                             |                             |                                     |                                     |                                     |                                     | 2 деца (Неманичи)                   | 2 деца (Неманичи)                   | 2 деца (Неманичи)  | 2 деца (Неманичи)  | 2 деца (Неманичи)          | 2 деца (Неманичи)          |                            |                            | деца (Комнин Дука)         | деца (Комнин Дука)         | деца (Комнин Дука) | деца (Комнин Дука) | деца (Комнин Дука)                          | деца (Комнин Дука)                          |                                             |                                             |                                             |                                             |  |  |                |                |                |                |                |                |  |  |      |      |      |      |                    |                    |                    |                    |                                    |                                    |                                    |                                    |                                    |                                    |                                 |                                 |                                 |                                 |

## Памет
На Елтимир е наречена улица в квартал „Васил Левски“ в София (Карта). Животът му е основа на историческия роман „Елтимир Тертер“ (1976) на Величка Настрадинова.

## Обяснителни бележки
1. ↑  Във византийските източници Алдимир е наричан с името Ἐλτιμηρῆς, поради което в по-ранната историография е използвана формата „Елтимир“. Първоначалното име „Алдимир“ е установено след откриването на надгробния надпис на сина му Иван Драгушин.[1] Някои източници използват и формата „Алдемир“.[2] Според Пламен Павлов името „Алдимир“ означава „горещо желязо“ на кумански.[3]
2. ↑  Стефан Урош е син на Анна Тертер, дъщеря на Георги I Тертер и племенница на Алдимир.

### Цитирана литература
- Андреев, Йордан и др. Кой кой е в средновековна България.   Петър Берон, 1999. ISBN 978-954-402-047-7.
- Андреев, Йордан и др. Българските ханове и царе.   Велико Търново, Абагар, 2004. ISBN 978-954-427-216-6.
- Коледаров, Петър. Политическа география на средновековната българска държава. Втора част (1186—1396).   София, Издателство на Българската академия на аауките, 1989.
- Научноинформационен център „Българска енциклопедия“. Голяма енциклопедия „България“. Том 1.   София, Книгоиздателска къща „Труд“, 2011. ISBN 9789548104234. с. 40. (на български)
- Павлов, Пламен. „Авантюристът-скит“ Алдимир и Теодор Светослав //  liternet.bg.   Електронно издателство LiterNet, 2005. Посетен на 21 март 2014.
- Пахимер, Георги. История //  Гръцки извори за българската история. Т. 10.   София, Българска академия на науките, 1980.
- Fine, John Van Antwerp. The Late Medieval Balkans: A Critical Survey from the Late Twelfth Century to the Ottoman Conquest.   University of Michigan Press, 1994. ISBN 978-0-472-08260-5. (на английски)
- Елтимир Тертер : [Ист. роман] //  plus.cobiss.net.   IZUM, 2024. Посетен на 2024-10-11.
- Vásáry, István. Cumans and Tatars: Oriental Military in the Pre-Ottoman Balkans, 1185–1365.   Cambridge University Press, 2005. ISBN 9781139444088. (на английски)